# احمد رضایی (مجاهد خلق)
احمد رضایی (۱۳۲۴ – ۱۱ بهمن ۱۳۵۰) عضو کادر مرکزی سازمان مجاهدین خلق ایران و نخستین کشته سازمان مجاهدین خلق است.
وی برادر بزرگتر رضا رضایی و مهدی رضایی و آذر رضایی و مهین رضایی است که آن‌ها نیز از اعضای دیگر سازمان بودند و به قتل رسیدند.
نام بیمارستان قلب ملکه مادر پس از انقلاب به بیمارستان قلب شهید احمد رضایی تغییر یافت که در سال ۱۳۶۰ پس از اختلافات جمهوری اسلامی با سازمان مجاهدین خلق و ترور محمدعلی رجایی این بیمارستان به نام بیمارستان قلب شهید رجایی تغییر نام داد.

## زندگی مبارزاتی
احمد در سال دوم دبیرستان در سازمان جوانان جبهه ملی ایران فعالیت داشت او در برقراری اعتراضات ضد رژیم شاه در داخل دبیرستان فعال بود. در سال پنجم دبیرستان وارد نهضت آزادی ایران شد ولی وقتی که نهضت آزادی هم با دستگیری رهبرانش از فعالیت بازایستاد به دوستانش که سازمانی با هدف مبارزه مسلحانه تشکیل داده بودند، پیوست که بعدها نام سازمان مجاهدین را بخود گرفت.
طی سال‌های پیش از ۱۳۵۰ نقش ارزنده‌ای در تشکیلات مجاهدین داشت، پس از ضربه ساواک به سازمان مجاهدین خلق در شهریور ماه ۱۳۵۰ او در بازسازی تشکیلات مجاهدین پس از دستگیری کادر مرکزی این سازمان در خارج از زندان نقش ویژه‌ای ایفا کرد.
وی از شرکت کنندگان مستمر در سخنرانی‌های طالقانی در مسجد هدایت بود.

## کشته شدن
در روز یازدهم بهمن ماه ۱۳۵۰ برای تماس با یک عضو تازه در خیابان کاشان حاضر شد، اما همین‌که به محل قرار رسید از سوی ساواک شناسایی و محاصره شد. او که خود را در محاصره مأموران مسلح ساواک دیده بود به مقابله برخاسته و با استفاده از شلیک سلاحش مقاومت می‌کند تا رفیقش را فراری دهد در نهایت وقتی که حلقه محاصره تنگ‌تر شد، با کپسول سیانور و انفجار نارنجک همراهش در میان نیروهای ساواک، ۴ نفر از آنان را کشت و خود نیز کشته شد.
ساواک از تحویل جسد او به خانواده‌اش خودداری کرد و حتی محل دفن او را به خانواده‌اش نشان نداد.
نام بیمارستان قلب ملکه مادر پس از انقلاب به بیمارستان قلب شهید احمد رضایی تغییر یافت که در سال ۱۳۶۰ پس از اختلافات جمهوری اسلامی با سازمان مجاهدین خلق و ترور محمدعلی رجایی این بیمارستان به نام بیمارستان قلب شهید رجایی تغییر نام داد.

### بازتاب کشته شدن احمد در زندان اوین
روز ۱۱ بهمن علی میهندوست که در سلول زندان مخفیانه با رادیوگوشی اخبار را گوش می‌کرد، سراسیمه برخاست و گفت: «بچه‌ها احمد شهید شد!» دقایقی همه ساکت شدند. و سپس با زمزمه یک سرود مقاومت، این سکوت شکسته شد. کشته شدن احمد در آن شرایط به همه، انگیزه دیگری داد.
سعید محسن از بنیانگذاران سازمان، پس از پخش خبر جان‌باختن احمد از رادیو و انتشار آن در بند عمومی اوین، گفت: «بچه‌ها تبریک می‌گویم، راه، باز شد. احمد حق بزرگی به گردن سازمان دارد. واقعاً برای جنبش مبارک است.»
چند روز بعد از کشته شدن احمد، یکی از هواداران در زندان قزل قلعه ترانه‌ای در این باره ساخت. آهنگ این ترانه آهنگ یکی از ترانه‌های محلی فارس بود.
بیا باد صبا امشو سفر کن جونم
ز زندون اوین یکدم گذر کن جونم
ز مرگ احمد اون شیر دلاور خدا
رفیقون مجاهد را خبر کن جونم
.....
این سروده اولین ترانه‌ای بود که در سازمان ساخته شد.

## گفتارها
«برای مبارزه با دشمن، باید قلبی سرشار از کینه مقدس و انقلابی داشت، بدون این کینه مبارزه امکان ندارد.»